# Dresel
Dresel ist ein deutscher Familienname – der auch als Vorname auftreten kann.

## Herkunft und Bedeutung
Zwei Möglichkeiten werden in Betracht gezogen:
- Es handelt sich um einen verschliffenen Diminutiv (Koseform / Kosename) des (auf den letzten beiden Silben betonen) Vornamens „Andreas“ („-dreas“) – mit dem Diminutivsuffix „-el“ / „-erl“ / „-rl“ aus oberdeutschen Dialekten (des süddeutschen Sprachraums). Daraus folgt die Bedeutung „Lieber / kleiner Andreas“.

Als Familienname handelt es sich in diesem Fall um ein Patronym.
- Es handelt sich um einen Wohnstättennamen zum Ortsnamen „Dresel“ (zu Werdohl im Märkischen Kreis in Nordrhein-Westfalen gehörend).

### Vorkommen
Die Schwerpunkte des Vorkommens liegen in Baden und Franken – sowie in geringerem Umfang in Nordrhein-Westfalen.

## Varianten
- (selten) Dresl, Drehsel, Tresel, Tresl, Treszl

- Tressel sowie Dressel als verschliffene Formen des Berufsnamens Drechsler.

## Namensträger
- Adolf Dresel (1828–1905), deutscher Bauingenieur, preußischer Beamter
- Dietrich Dresel (1785–1855), deutscher Weinhändler und Abgeordneter
- Ernst Gerhard Dresel (1885–1964), deutscher Hygieniker  und Bakteriologe
- Gustav Dresel (1818–1848), deutscher Schriftsteller, Kaufmann und erster deutscher Generalkonsul in Texas
- Herbert Dresel (1907–1987), deutscher Kaufmann und Journalist
- Jörg Dresel (* 1968), deutscher Wasserballspieler
- Markus Dresel (* 1969), deutscher Psychologe und Hochschullehrer
- Max Dresel (1842–1920), deutscher Papierfabrikant
- Otto Dresel (Jurist) (1824–1881), US-amerikanischer Jurist, Journalist und Politiker deutscher Herkunft
- Otto Dresel (Komponist) (1826–1890), US-amerikanischer Pianist, Komponist und Musikpädagoge deutscher Herkunft
- Torsten Dresel (* 1967), deutscher Wasserballspieler
- Walter Dresel, uruguayischer Arzt und Autor